# Buck Dharma
Pour les articles homonymes, voir Roeser (homonyme).
Donald Roeser, connu également sous le pseudonyme de Buck Dharma, est un guitariste, chanteur, auteur et compositeur américain, né le 12 novembre 1947 à Long Island. Il fait partie du groupe Blue Öyster Cult.
Son surnom lui a été attribué par Sandy Pearlman, manager du groupe.